# Porcupinychus insularis
Porcupinychus insularis är en spindeldjursart som först beskrevs av Gutierrez 1968.  Porcupinychus insularis ingår i släktet Porcupinychus och familjen Tetranychidae. Inga underarter finns listade i Catalogue of Life.